# Миланович, Бранко
Бранко Миланович (Branko Milanović; род. 24 октября 1953, Югославия) — сербско-американский экономист, специалист по неравенству доходов и глобализации.
Доктор философии (1987), профессор Городского университета Нью-Йорка (с 2014), ведущий экономист Всемирного банка, в котором проработал более 20 лет.
Лауреат премии Леонтьева (2018).
Его книга «Глобальное неравенство», переведённая на 16 языков, стала мировым бестселлером.

## Биография
В 1987 году в Белградском университете получил докторскую степень по экономике и статистике.
В 1991—2013 гг. экономист Всемирного банка. В 1996—2007 гг. адъюнкт-преподаватель Paul H. Nitze School of Advanced International Studies Университета Джонса Хопкинса. В 2003—2006 гг. старший ассоциат Фонда Карнеги (Вашингтон). В 2007—2013 гг. преподавал в University of Maryland School of Public Policy.
C 2014 г. профессор (Presidential Professor) Городского университета Нью-Йорка.
Отмечен Bruno-Kreisky-Preis für das politische Buch (2016) и Hans-Matthöfer-Preis (2018).
Автор множества статей, книг The Haves and the Have-Nots: A Brief and Idiosyncratic History of Global Inequality (2011) и Global Inequality: A New Approach for the Age of Globalization (Harvard University Press 2016). Публиковался в Economic Journal, Review of Economics and Statistics, Journal of Economic Literature, Journal of Political Philosophy. Книга The Haves and the Have-Nots выбрана книгой 2011 года по версии The Globalist.
Собранные им данные по росту благосостояния разных категорий населения с 1980-х визуализированы в графике кривой, известной как «слон Милановича» — она показывает сильное отставание динамики роста доходов как беднейших жителей Земли, так и рабочих в экономически развитых странах.
Цитаты
- Нет сомнений, что рыночная экономика — самая подходящая модель для того, чтобы подтолкнуть людей к созданию богатств[5].

## Сочинения
- Глобальное неравенство доходов в цифрах: на протяжении истории и в настоящее время: обзор : доклад к XV Апр. междунар. научной конф. по проблемам развития экономики и общества, Москва, 1-4 апр. 2014 г. / пер. с англ. ; Нац. исслед. ун-т «Высшая  школа  экономики». — М. : Изд. дом Высшей школы экономики, 2014. — 31 с. — ISBN 978-5-7598-1161-9
- Глобальное неравенство : новый подход для эпохи глобализации = Global Inequality: A New Approach for the Age of Globalization. — М.: Издательство Института Гайдара, 2017. — 333 с. — ISBN 978-5-93255-489-0
  - Отрывок из книги
- Капитализм и ничего больше: будущее системы, которая правит миром = Capitalism, Alone: The Future of the System That Rules the World. / Пер. с англ. А. Ф. Васильева. — М.: Издательство Института Гайдара, 2022. — 400 с. ISBN 978-5-93255-632-0